# Sedlo Príslop (Velká Fatra)
Príslop (935 m n. m.) je sedlo v hlavním hřebenu Velké Fatry ve stejnojmenném národním parku. Nachází se v turčianské větvi hřebene, v závěru Velké doliny, mezi vrchy Príslop (1070 m n. m.) a Chládkové (1240 m n. m.). Asi 200 metrů západním směrem je lesnická chata (veřejnosti nepřístupná) a zdroj pitné vody.

## Turistické značky
- po  červené turistické značce č. 0870 (Velkofatranská magistrála) z Chládkového
- po  červené turistické značce č. 0870 (Velkofatranská magistrála) z Vyšného Rudna
- po  zelené turistické značce č. 5639 z rozcestníku Pod Brdcom